# Shuntkondensator

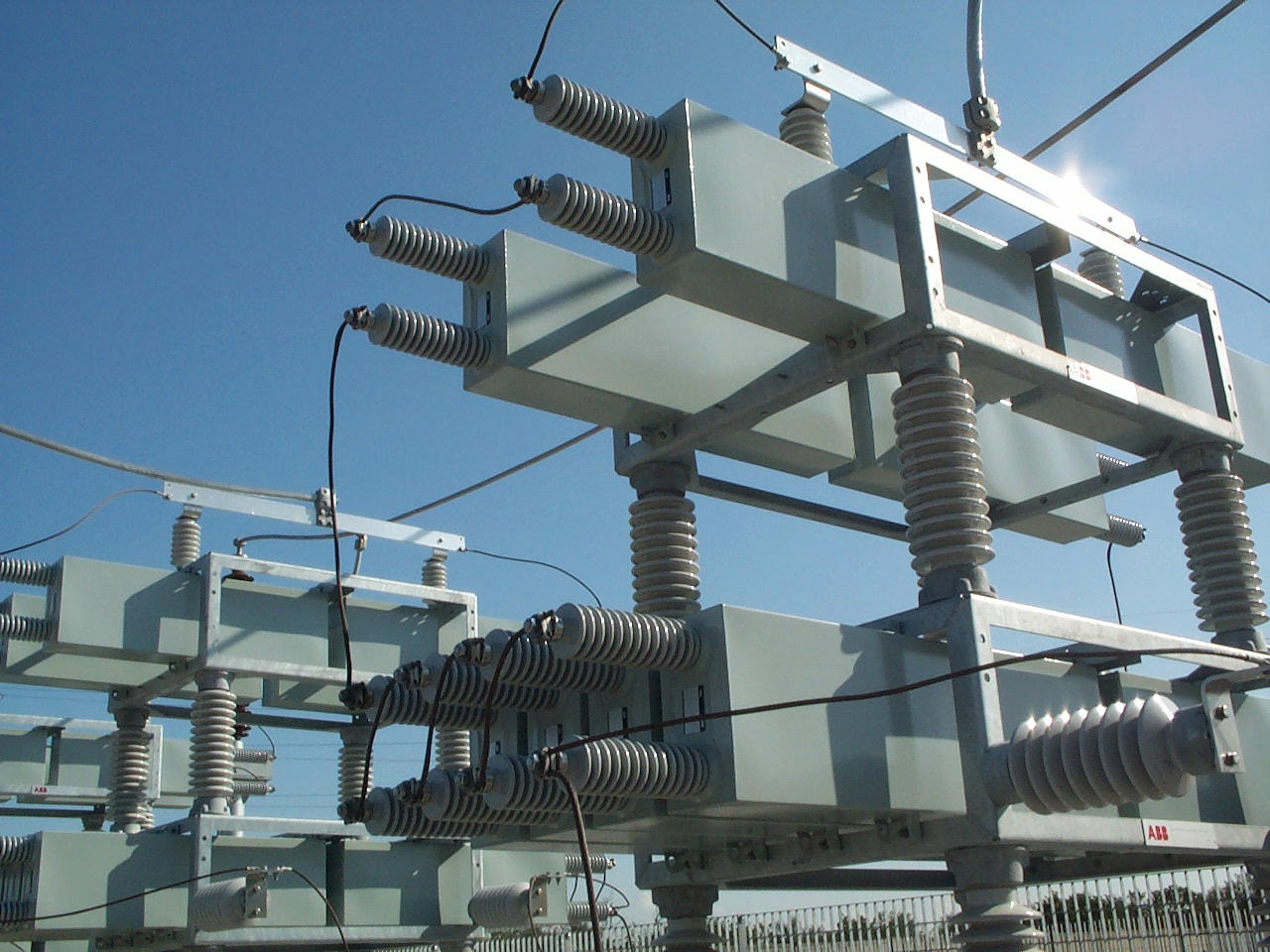
Ett batteri shuntkondensatorer i en transformatorstation.

Shuntkondensator, en elektrisk komponent som kopplas in i elsystem för att höja spänningen i en nod. Den är placerad mellan högspänning och jord, alltså parallellt, vilket shunt betyder. Eftersom överföring av reaktiv effekt medför förluster vill man producera reaktiv effekt lokalt och kopplar därmed in en shuntkapacitans, som är parallell mot lasten.
En shuntreaktans är en induktans som kopplas in för att förbruka reaktiv effekt.